# Mary Ann Shadd

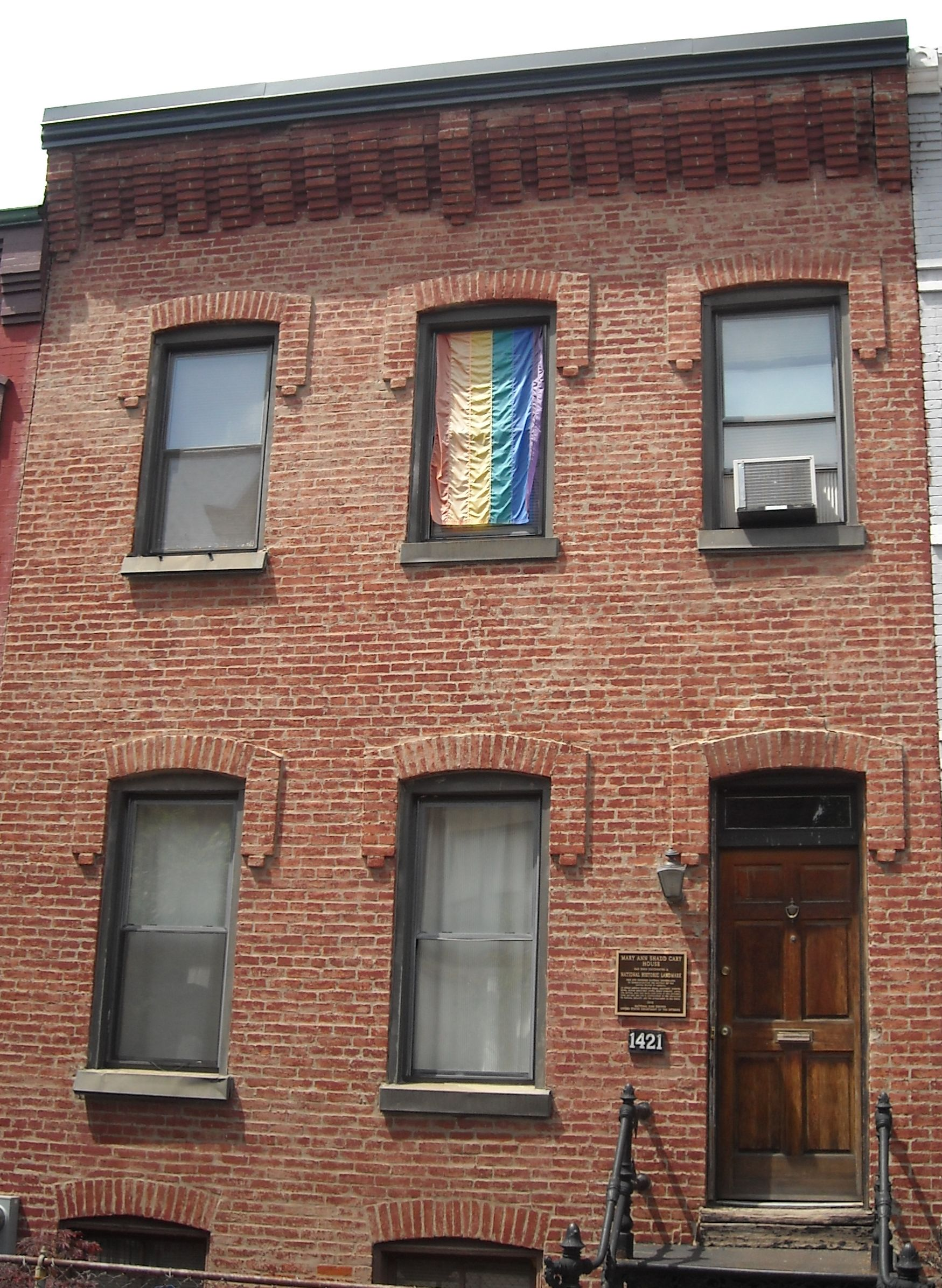
Casa donde Mary Ann Shadd vivió entre 1881 y 1885.

Mary Ann Shadd Cary (9 de octubre de 1823 - 5 de junio de 1893) fue una activista abolicionista, feminista, periodista, editora, maestra y abogada estadounidense y canadiense.  Fue la primera mujer de raza negra editora en Norteamérica y la primera mujer editora en Canadá.
Pionera de la educación, militante antiesclavista, abogada, dirigente del movimiento en pro de la emigración al Canadá y reclutadora de soldados negros durante la Guerra de Secesión, Mary Ann Shadd prestó una gran contribución a las causas del abolicionismo y el sufragio femenino.  Publicó The Provincial Freeman en 1853.
Fallece en Washington D. C., en 1893.

## Primeros años
Mary Ann Shadd nació en Wilmington, Delaware, el 9 de octubre de 1823, siendo la mayor de los 13 hijos de Abraham Doras Shadd (1801–1882) y Harriet Burton Parnell, que eran afroamericanos libres. Abraham D. Shadd era nieto de Hans Schad, también conocido como John Shadd, nativo del estado de Hesse-Cassel que llegó a EE. UU. mientras servía como soldado en la armada británica durante las guerras con Francia y con India. Hans Schad fue herido y abandonado al cargo de dos mujeres afroamericanas, madre e hija, y ambas llamadas Elizabeth Jackson. El soldado y la hija se casaron en 1756 y su primer hijo nació seis meses más tarde.
A. D. Shadd era hijo de Jeremiah Shadd, el hijo más pequeño de John, que fue carnicero en Wilmington. Abraham Shadd se formó como zapatero, y tuvo una tienda en primero en Wilmington y más adelante en la cercana población de West Chester, Pensilvania. En ambos lugares fue muy activo como director del Ferrocarril subterráneo y en otras actividades relacionadas con los derechos civiles, siendo miembro activo de la Sociedad Antiesclavista Estadounidense, y, en 1833, nombrado presidente de la National Convention for the Improvement of Free People of Colour (la Convención Nacional para La Mejora de la Gente Libre de Color) en Philadelphia.
Mientras crecía, su casa fue a menudo refugio de esclavos fugitivos. Cuando educar a niños afroamericanos en las escuelas fue declarado ilegal en el Estado de Delaware, la familia Shadd se trasladó a Pensilvania, donde Mary fue interna a una escuela quáquera. En 1840, Mary Ann Shadd volvió a East Chester y creó una escuela para niños negros. Más tarde también ejerció la enseñanza en Norristown, Pensilvania, y en la ciudad de Nueva York.
Tres años después de que se promulgara la Ley de Esclavos Fugitivos de 1850, A.D. Shadd trasladó a su familia a Canadá, estableciéndose en North Buxton, Ontario.  En 1858 se convirtió en uno de los primeros hombres negros en ser elegido para un cargo político como Consejero de Raleigh Township, Ontario.

## Activismo social

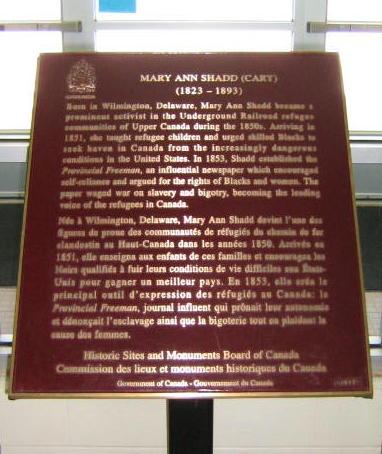
Placa homenaje a Mary Ann Shadd de la National Historic Sites and Monuments Board, en Chatham, Ontario.

Cuando la  Ley de Esclavos Fugitivos de 1850  amenazó con devolver a los negros del norte y a los esclavos huidos a la esclavitud, Shadd y su hermano Isaac se trasladaron a Canadá y se establecieron en Windsor, Ontario, cruzando la frontera desde Detroit.  Aquí es donde empezó el esfuerzo simbólico de Shadd para crear establecimientos de negros libres en Canadá.  Mientras estaba en Windsor fundó una escuela de integración racial con el apoyo de la Asociación Misionera Americana, y publicó un panfleto titulado "Notas sobre el Oeste de Canadá" que era una petición en pro de la inmigración y comentaba los beneficios así como las oportunidades para negros en el área, y gestionó asimismo un periódico anti-esclavismo llamada "The provincial Freeman" que la convirtió en la primera editora de Norteamérica.  Isaac gestionaba el negocio del día a día del periódico, e incluso fue anfitrión de encuentros en su casa para planficiar el asalto a la localidad de Ferry Harper.
En la biografía escrita por Jane Rhodes Mary Ann Shadd Cary: The Black Press and Protest in the Nineteenth Century, Rhodes señala que Cary fue una de las primeras personas en abogar en pro de que los afroamericanos dejaran los EE. UU. y emigraran a Canadá.  Su periódico estuvo en funcionamiento entre 1853 y 1860, siendo una publicación con un fuerte contenido editorial, información cultural e información sobre cosas que sucedían en otros lugares.  Cary, nacida libre de una familia libre y que ayudó a esclavos a escapar a través del denominado Underground Railroad, publicó su periódico en Canadá, aunque también se distribuyó en varias ciudades importantes del norte de los EE. UU.
Observando el movimiento de la prensa negra de ese momento y el uso que hacían los editores de la prensa para animar a su raza en un intento de conseguir la libertad para todos los afroamericanos, se pueden averiguar muchas cosas de este periodo de la historia. Estos fueron los primeros periódicos en tratar la cuestión de los afroamericanos como personas sensatas y capaces de apreciar la cultura y la educación.  Estos periódicos les proporcionaban el medio para gestionar sus propios destinos políticos.  Cary, que fue la primera mujer afroamericana en publicar y ser propietaria de un periódico con distribución en Norteamérica, fundó The Provincial Freeman en 1853.  Publicó su última edición en 1861, justo antes de que comenzara la guerra.  Aunque la prensa blanca abolicionista incluía artículos contra el esclavismo fundamentalmente basados en razones religiosas, no ofrecían a los afroamericanos la oportunidad de expresarse ellos mismos en sus páginas.  Los historiadores han señalado que los archivos de estos periódicos no están completos, pero por el momento son la mejor muestra de las mentes de los afroamericanos de aquella época.  Estos periódicos incluían poesía, cartas, diarios de viajes y más.
Estos periódicos trataban de enaltecer la raza y cambiar la percepción que los americanos blancos tenían de los antiguos esclavos.  Los líderes de la comunidad negra hacían hincapié en que la educación, los valores morales, el trabajo honesto, el ahorro y así sucesivamente cambiaría los mitos que tenían los blancos sobre la inferioridad de los afroamericanos.  En el fondo ello suponía el paso de la ignorancia al conocimiento.  Cary y Douglass utilizaron ambos sus periódicos para promover esta corriente de pensamiento.
El rol de los periódicos afroamericanos entre 1850 y 1860 deja mucho por descubrir.  El mero hecho de que los propietarios de estos periódicos fueran capaces de comprar y poner en marcha el equipo necesario para producir publicaciones semanales durante un periodo en el que nadie tenía el título de periodista ni cualquier formación oficial resulta fascinante. Sin embargo, el hecho de que los afroamericanos, muchos de los cuales habían sido esclavos, fueran capaces de producir periódicos cuando muy pocos de sus contemporáneos podían leer o escribir es incluso más sorprendente.
Los historiadores consideran que estos periódicos y sus perfiles de líderes afroamericanos y de sus reacciones en ese momento político tan crítico en los EE. UU. son los únicos testimonios que existen.  Los periódicos mayoritarios, incluso aquellos que eran abolicionistas, no incluían comentarios de las minorías.  A pesar de todo, los historiadores consideran que no solo los afroamericanos leían los periódicos de Cary y de Douglass, sino que también lo hacían algunos caucásicos. De hecho, Carol B. Conaway señala en su publicación "Racial Uplift: The Nineteenth Century Thought of Black Newspaper Publisher Mary Ann Shadd Cary" que estos periódicos cambiaron el foco de los blancos a los negros de una forma que los empoderó.  Señala que los blancos leían estos periódicos para supervisar el nivel de descontento en el trato de los afroamericanos y para valorar su tolerancia respecto al mantenimiento de la esclavitud en América. 
Estos periódicos utilizaban a sus contrapartes generalistas como modelo para preparar sus periódicos.  Conforme a la investigación llevada a cabo por William David Sloan en sus varios manuales históricos, los primeros periódicos tenían unas 4 páginas, incluyendo una página en blanco para que la gente pudiera anotar su propia información antes de pasar el periódico a sus amigos y familiares.  Él incluso defiende que en estos primeros tiempos los periódicos eran el centro de información sobre la sociedad y la cultura.
Mary Ann viajó a través de Canadá y EE. UU. defendiendo la integración racial completa a través de la educación y la autoconfianza.  Promovió la emigración a Canadá entre los hombres libres, publicando una petición en pro de la emigración: A Plea for Emigration; or Notes of Canada West, in Its Moral, Social and Political Aspect: with Suggestions respecting Mexico, West Indies and Vancouver's Island for the Information of Colored Emigrants en 1852.
Trató de participar en la Convención de Filadelfia de gente de color de 1855, pero la asamblea discutió incluso si dejarla acudir como delegada.  Su defensa de la emigración la convirtió en una figura controvertida, y fue admitida finalmente por un corto margen de 15 votos.  Según señala el documentos de Frekerick Douglass, aunque en la conferencia dio un discurso defendiendo la emigración, fue tan bien recibida que los delegados votaron para que pudiera hablar durante 10 minutos más.  Sin embargo, su presencia en la conferencia fue ignorada en las actas, probablemente por su condición de mujer.

## Guerra civil y activismo en la posguerra
En 1856, se casó con Thomas F. Cary, un barbero de Toronto que también estaba involucrado con el Provincial Freeman.  Tuvieron una hija a la que llamaron Sarah, y un hijo llamado Linton.  Después de la muerte de su marido en 1860, Shadd Cary y sus hijos volvieron a EE. UU.  Durante la Guerra Civil, a instancias del abolicionista Martin Delany, sirvió como oficial de reclutamiento para alistar voluntarios negros para el ejército de la Unión en el estado de Indiana.  Después de la Guerra Civil, enseñó en escuelas para negros en Wilmington, antes de trasladarse a Washington D. C., donde enseñó en escuelas públicas y acudió a la Facultad de Derecho de la Universidad de Howard.  Se licenció como abogada a los 60 años en 1883, convirtiéndose en la segunda mujer de raza negra en EE. UU. en conseguir una licenciatura de derecho.  Escribió para los periódicos National Era y The People's Advocate y en 1880, puso en marcha una asociación para promover la igualdad de derechos para las mujeres afroamericanas, the Colored Women's Progressive Franchise.
Shadd Cary se unió al Asociación Nacional pro-sufragio de la Mujer, donde trabajó junto a Susan B. Anthony y Elizabeth Cady Stanton en favor del sufragio femenino, testificando ante el Comité de la Cámara de Representantes de los Estados Unidos sobre el poder judicial, y convirtiéndose en la primera mujer afroamericana en votar en unas elecciones nacionales.
Murió en Washington D. C., el 5 de junio de 1893 de cáncer de estómago. Está enterrada en el cementerio de Columbian Harmony.

## Legado
La antigua residencia de Mary Ann Shadd Cary en U Street Corridor fue declarada Hito Histórico Nacional en 1976.  En 1987 fue designada como homenajeada en el Mes de la historia de la mujer por la National Women's History Alliance (NWHA) que es una ONG estadounidense dedicada a homenajear y preservar la historia de las mujeres. 
En 1998, Mary Ann Shadd Cary fue incluida en el Salón Nacional de la Fama de Mujeres.
También fue homenajeada en Canadá, donde se la designó Person of National Historic Significance. En 2018 el New York Times publicó su obituario (con bastante retraso).

## ProvincialFreeman
Mary Ann Cary fue una de las co-fundadoras del primer periódico abolicionista que se publicó semanalmente durante cuatro años, entre 1853 y 1857.  Una vez que fue consciente de que su nombre tendría un efecto en el número de personas que leyeran el periódico conforme a los códigos de género de la sociedad del siglo XIX, consiguió persuadir a Samuel Ringgold Ward, que era un negro abolicionista que publicaba varios periódicos incluyendo el Impartial Citizen para que le ayudara a publicarlo.
En el periódico, Mary Ann trataba de aumentar las suscripciones en Canadá y EE. UU. para ayudar abiertamente a los esclavos fugados, asumiendo un importante riesgo para su propio bienestar.  Aconsejaba a todos los negros a que insistieran en ser tratados justamente y, en caso de que ello fallara, a iniciar acciones legales.